# Leo van Vliet
Pour les articles homonymes, voir Van Vliet.
Leonardus Quirinus Machutus van Vliet, connu sous le nom de Leo van Vliet, est un coureur cycliste néerlandais, né le 15 novembre 1955 à Honselersdijk.

## Biographie
Professionnel de 1978 à 1986, il a notamment remporté une étape du Tour de France 1979, Gand-Wevelgem et les Quatre Jours de Dunkerque (1983). Après sa carrière de coureur, il travaille dans l'organisation de courses cyclistes. Il est ainsi directeur de course de l'Amstel Gold Race à partir de 1995. En 2002, il crée l'Amstel Curaçao Race, un critérium disputé à l'automne à Curaçao. En 2009, il succède à Egon van Kessel aux fonctions de sélectionneur de l'équipe nationale des Pays-Bas sur route, à temps partiel. Il quitte ce poste à la fin de l'année 2012.

## Palmarès

### Palmarès amateur
- 1976
  - Olympia's Tour :
    - Classement général
    - Prologue

  - 2e du Hel van het Mergelland
  - 2e du championnat des Pays-Bas sur route amateurs
  - 3e du Ruban granitier breton
  - 3e du Tour de Hollande-Septentrionale
- 1977
  - Omloop der Kempen
  - Tour du Limbourg
  - 3e de l'Omloop van de Braakman

### Palmarès professionnel
- 1978
  - 1re étape de l'Étoile de Bessèges
  - 1re étape du Tour des Pays-Bas
  - 2e de l'Étoile de Bessèges

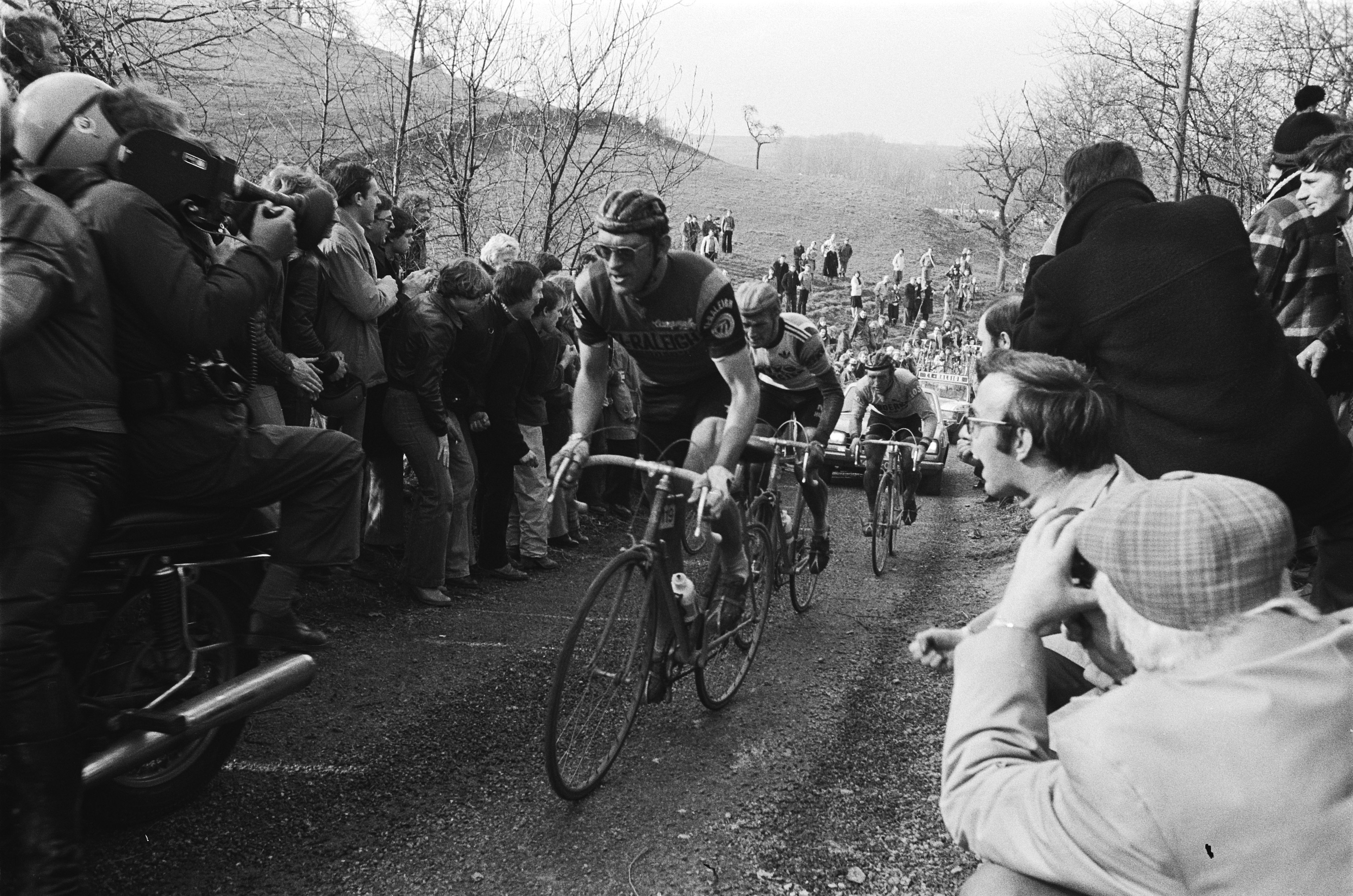
Amstel Gold Race 1978 : Van Vliet derrière Gerrie Knetemann sur le Keutenberg. Walter Godefroot et Bernard Bourreau (caché) font également partie de cette échappée provoquée par Van Vliet.

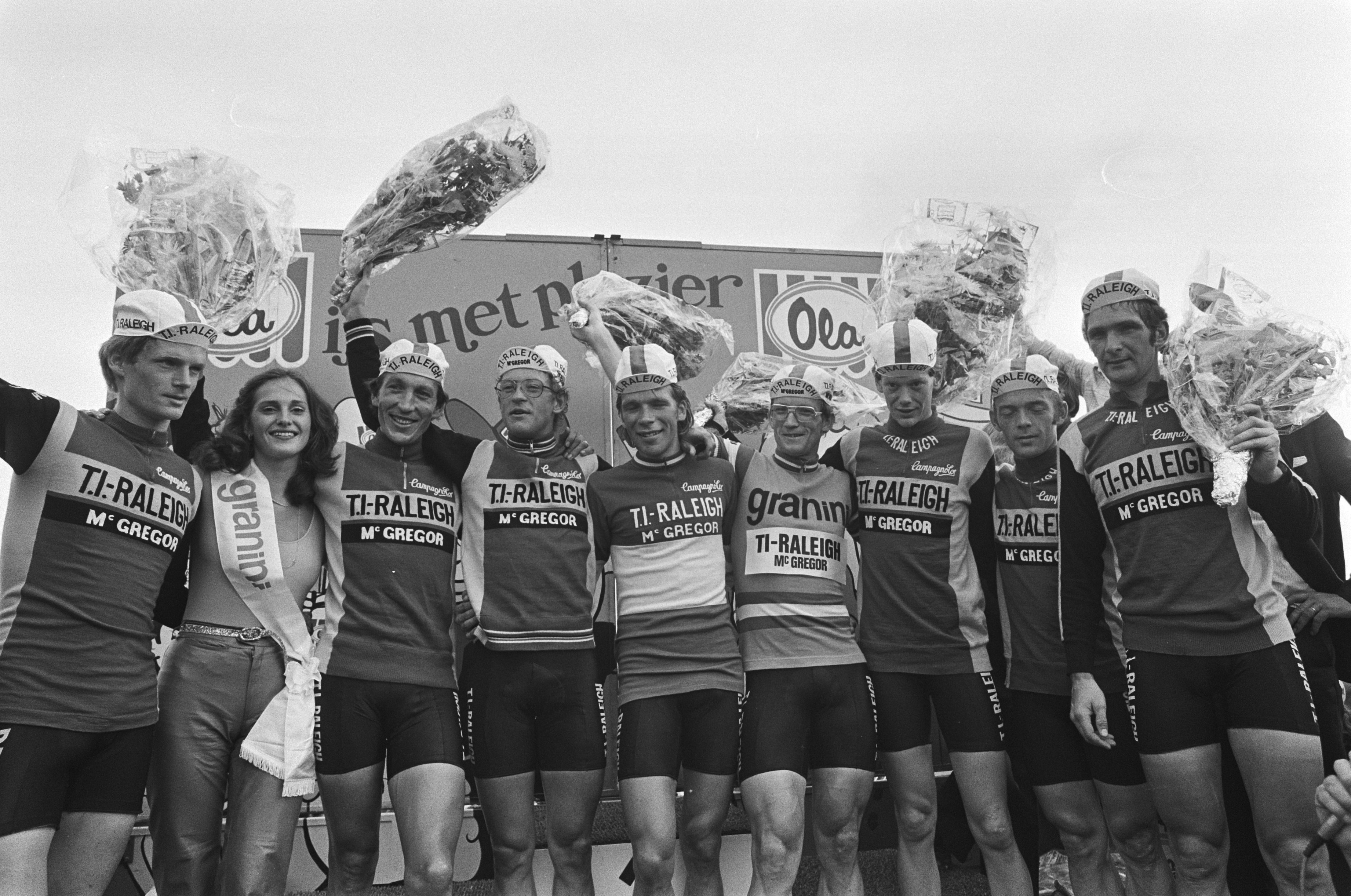
Tour des Pays-Bas 1979, TI-Raleigh célèbre la victoire dans le contre-la-montre par équipe avec de gauche à droite : Leo van Vliet, Miss Tour des Pays-Bas 1979, Aad van de Hoek, Gerrie Knetemann, Henk Lubberding, Jan Raas, Bert Oosterbosch, Piet van Katwijk et Cees Priem.

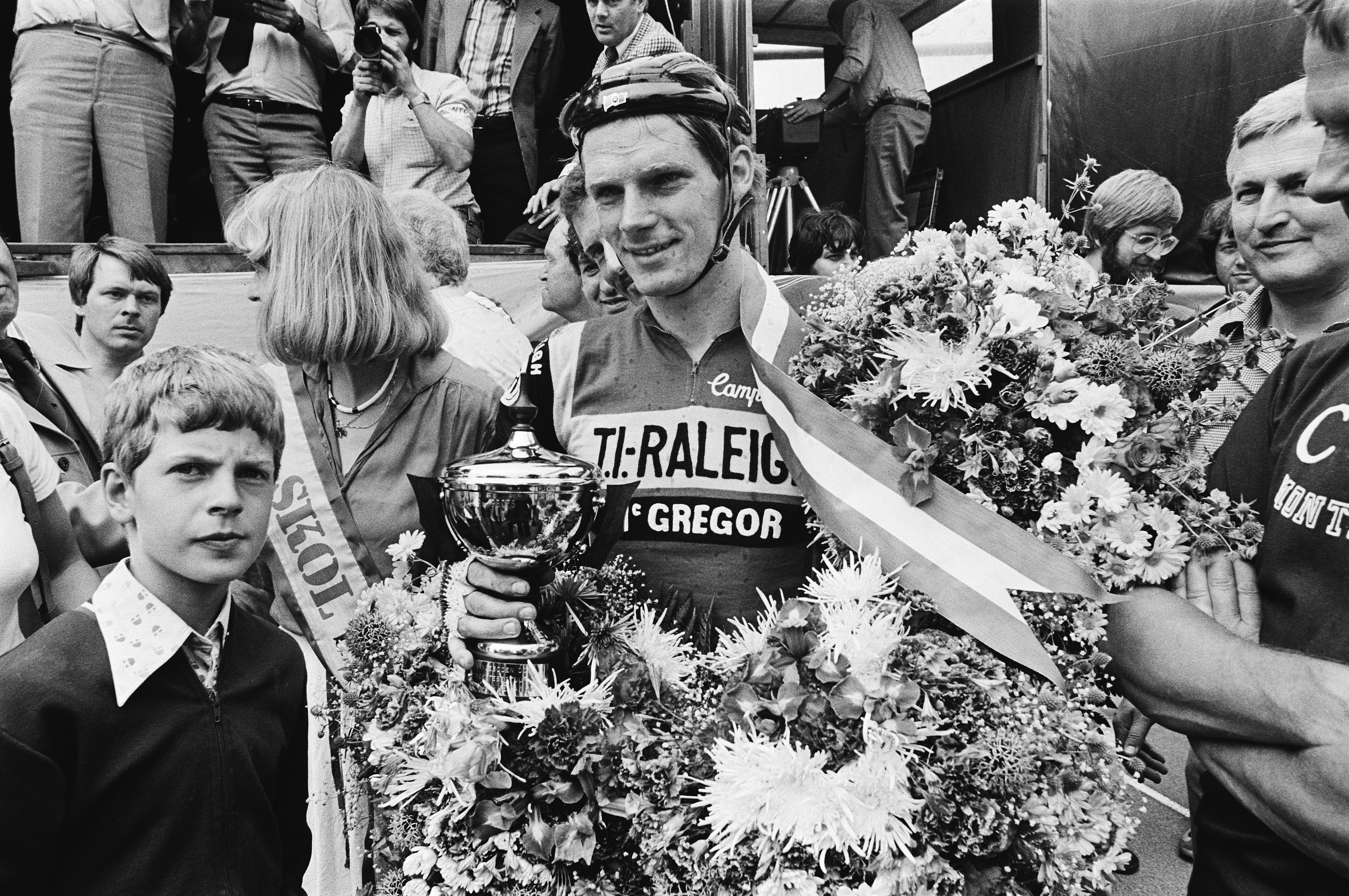
Leo van Vliet remporte le Tour de Kortenhoef en 1979.

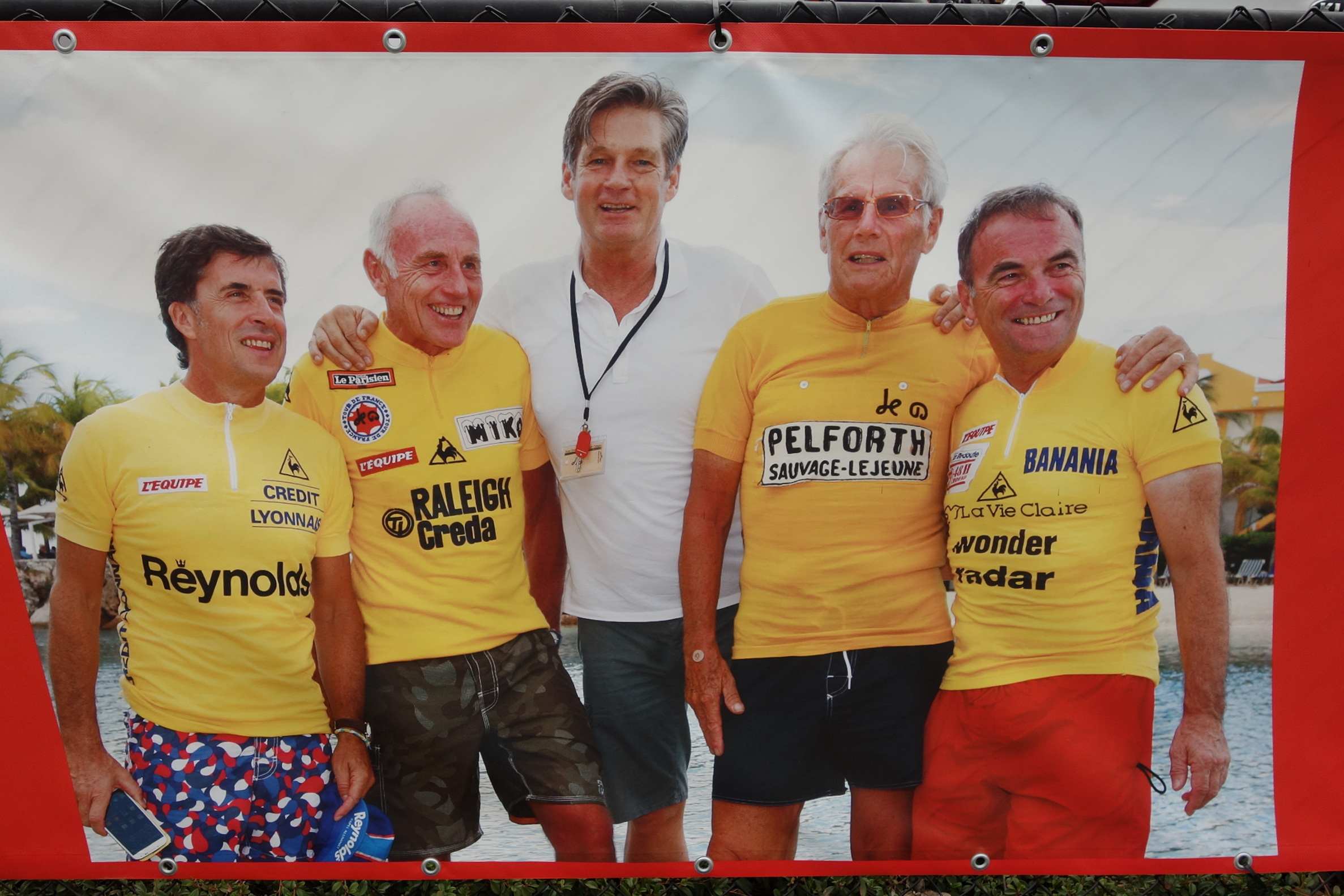
Hommage à Leo van Vliet au sommet du Cauberg en mai 2021, ici entouré de Pedro Delgado, Joop Zoetemelk et Bernard Hinault.

  - 3e du Grand Prix de Peymeinade
  - 8e de l'Amstel Gold Race
- 1979
  - 2e étape de Paris-Nice
  - Grand Prix de Wallonie
  - 5ea étape du Critérium du Dauphiné libéré
  - 1re étape du Tour de Luxembourg
  - 7e étape du Tour de France
- 1980
  - La Marseillaise
  - Grand Prix de la ville de Vilvorde
  - 2e étape du Tour de Luxembourg
  - 5ea étape du Tour des Pays-Bas
  - 2e du Tour de Luxembourg
- 1982
  - 2e étape de l'Étoile de Bessèges
  - 5eb étape du Tour méditerranéen
  - 2e de l'Étoile de Bessèges
  - 9e de Milan-San Remo
- 1983
  -  Champion des Pays-Bas de la course aux points
  - 2ea et 4ea étapes du Tour méditerranéen
  - Gand-Wevelgem
  - 2ea étape du Tour des Amériques
  - Classement général des Quatre Jours de Dunkerque
  - 2e du Grand Prix de Francfort
  - 3e du Tour de Zélande centrale
  - 3e du Prix national de clôture
  - 10e du Super Prestige Pernod
- 1984
  - 1re étape de la Semaine cycliste internationale
  - 2eb étape du Tour Midi-Pyrénées
  - 1re étape du Tour de l'Aude
  - 2e du Tour du Limbourg
  - 3e du Grand Prix E3
- 1985
  - 4e étape du Grand Prix du Midi libre
  - 2e étape du Tour d'Irlande-Nissan Classic
  - 2e de Veenendaal-Veenendaal
  - 2e du Grand Prix de Fourmies
  - 8e de Paris-Tours

## Résultats sur les grands tours

### Tour de France
6 participations
- 1979 : non-partant (11e étape), vainqueur de la 7e étape
- 1980 : 51e
- 1982 : 52e
- 1983 : abandon (10e étape)
- 1984 : 75e
- 1985 : 79e